# Klaus Mitteldorf
Klaus Mitteldorf (São Paulo, 23 de junho de 1953) é um fotógrafo e cineasta germano-brasileiro. Ele também usa o pseudônimo Klaus Meiodavila. 

## Biografia
Iniciou sua carreira com fotojornalismo e fotos de surf, aos dezenove anos. Graduado em Arquitetura pela Faculdade de Arquitetura Braz Cubas de Mogi das Cruzes, em 1979, não chegou a exercer a profissão. A partir de 1981, começou a trabalhar com fotografia autoral, de moda e publicidade, além de realizar exposições coletivas e individuais.
Em 1975, produziu o primeiro filme de surf brasileiro, Terral, em super 8 mm.
Foi premiado no Nikon Photo Contest International em 1980, 1982 e 1986. 
Recebeu o Prêmio Fundação Conrado Wessel de Fotografia, em sua primeira edição, em 2002.
Recebeu a medalha de bronze pelo terceiro lugar da Bienal de Roma de 2008.
Em 2008, recebeu o grande premio, pelo primeiro lugar do Festival Internacional de Fotografia de Higashikawa no Japão.
Foi diretor do filme Eu Vou Nadar Até Você que antes iria se chamar "Rio-Santos". O longa-metragem será o primeiro de Bruna Marquezine como protagonista, e ainda conta com o alemão Peter Ketnath e os brasileiros Fernando Alves Pinto, Dan Stulbach, Fabio Audi e Ondina Clais.

## Carreira

### Mostras individuais
- 2017: Anexo Millan, São Paulo
- 2013: Museu de Arte Brasileira, Fundação Armando Alvares Penteado, São Paulo, (Brasil).
- 2011: São Paulo Blues, Museu da Imagem e do Som, São Paulo
- 2008: Higashikawa, Japão
- 2006: Introvisão, Pinacoteca do Estado de São Paulo
- 2001: Katharsis, Estação Clínicas do Metrô e Espaço Paul Mitchell, São Paulo
- 2000: Museu da Imagem e do Som, Salvador
- 2000: Galeria dos Arcos, Usina do Gasômetro, Porto Alegre
- 1999: Museu Metropolitano de Arte de Curitiba
- 1998: Pinacoteca do Estado de São Paulo
- 1995: Museu Brasileiro da Escultura, São Paulo
- 1993: Palacete IBM, Curitiba
- 1993: Fundação Prometeus Libertus,Florianópolis
- 1992: Casa da Fotografia Fuji, São Paulo
- 1989: Norami, na Galeria São Paulo, São Paulo
- 1982: Itaugaleria, São Paulo

### Livros publicados
- 2017: NEXT (ed. Damiani, Bolonha)
- 2013: WORK - Klaus Mitteldorf Photographs 1983-2013[2], (ed. Damiani, Bolonha)
- 2011: São Paulo Blues (ed. Terra Virgem, São Paulo)
- 2006: Introvisão (ed. Cosac & Naify, São Paulo)
- 2005: Almaquática (co-autores David Carson e Sidney Tenucci, ed. Terra Virgem , São Paulo)
- 2005: Mermaids (co-autor Sven Hoffmann, ed. Gingko Press, Hamburgo)
- 2005: Klaus Mittledorf: Coleção SENAC de Fotografia, vol 9 (Ed. SENAC, São Paulo)
- 2001: Katharsis (ed. DBA, São Paulo)
- 1998: O Último Grito (ed. Terra Virgem, São Paulo)
- 1992: Klaus Mitteldorf International Nude Photograph,( ed. Gerhard Götze, Munique)
- 1992: Klaus Mitteldorf Photographs ( ed. Art Forum. Frankfurt) ISBN 3-923224-05-2
- 1989: Norami (ed. Rotovision, Mies; ed. Watson-Guptill, New York)
- 1993: Klaus Mitteldorf, Portfolio (ed. Agenes Schwenzel, Nuremberg)

### Cinema
| Ano  | Título             |
| ---- | ------------------ |
| 2019 | Vou Nadar até Você |